# Hermann David Salomon Corrodi
Hermann David Salomon Corrodi (né le 23 juillet 1844 à Frascati - mort à Rome le 30 janvier 1905) est un peintre académique et orientaliste italien de la fin du XIXe et du début du XXe siècle.

## Biographie
Fils du peintre suisse Salomon Corrodi (en), il étudie son art, ainsi que son frère Arnaldo, à Genève sous les houlettes de Jacques Alfred van Muyden (de) et d'Alexandre Calame, puis dans l'atelier de son père et à l'Accademia di San Luca à Rome et enfin à Paris en 1872. Cette même année, la famille royale d'Angleterre, à laquelle il est présenté, lui achète plusieurs tableaux de paysages, son genre de prédilection.
Il voyage beaucoup et expose tout autant. L'un de ses paysages est récompensé d'une médaille d'or à Vienne.
Il est très affecté par le décès de son frère en 1874 et pendant près de deux ans il arrête de peindre. Il se marie en 1876, reprend ses activités de peintre, partage sa vie entre Rome, l'hiver, Hambourg et Baden-Baden l'été, reçoit de nombreuses commandes de l'aristocratie allemande, et visite la Syrie, l'Égypte et plusieurs autres pays d'Europe méditerranéenne ou du Moyen-Orient. En 1893, l'Accademia di San Luca, où il enseigne, lui décerne le titre honorifique d'accademico di merito.

## Galerie

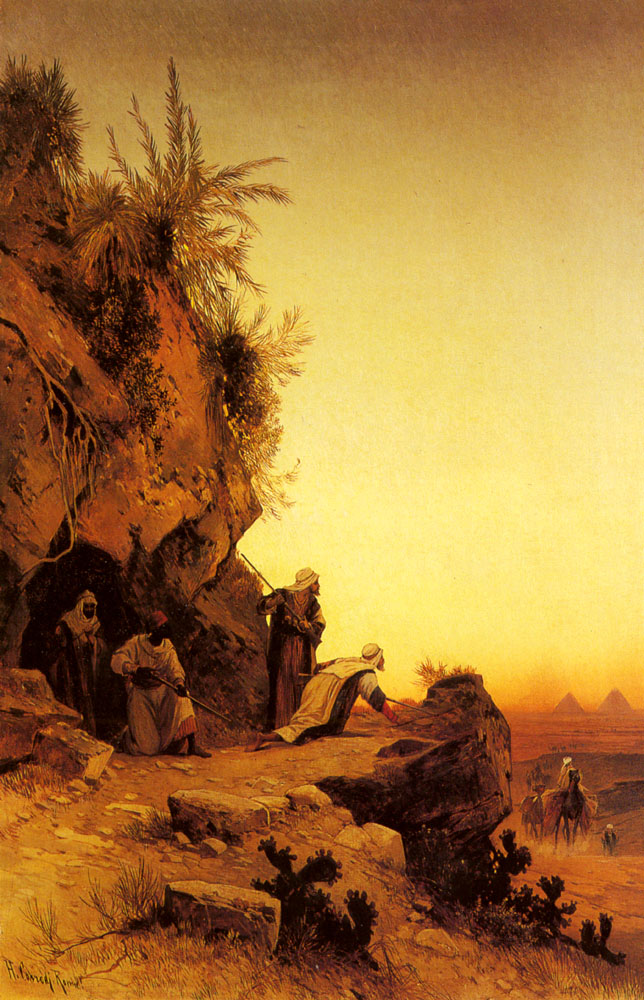
L'embuscade
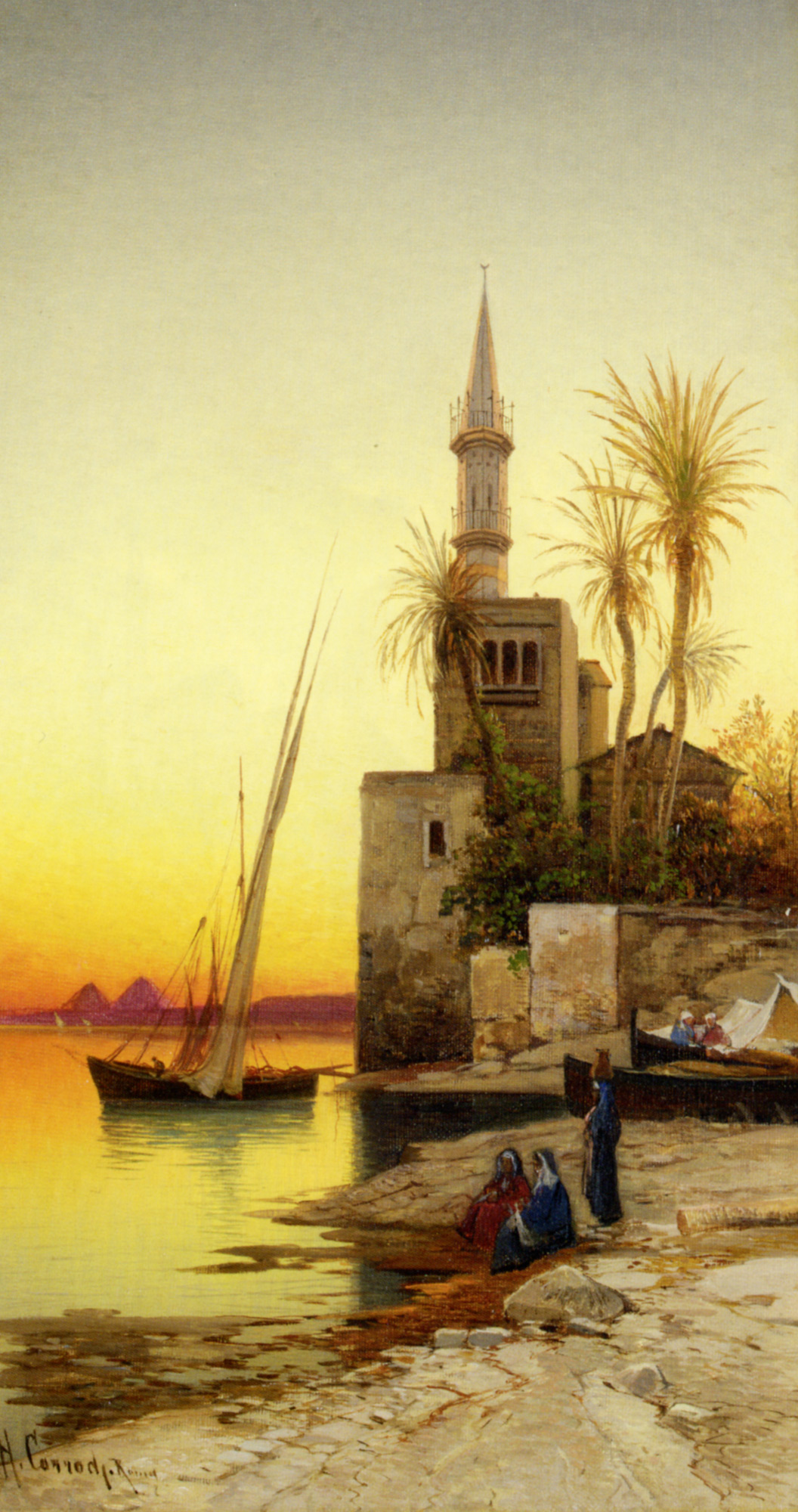
Les berges du Nil
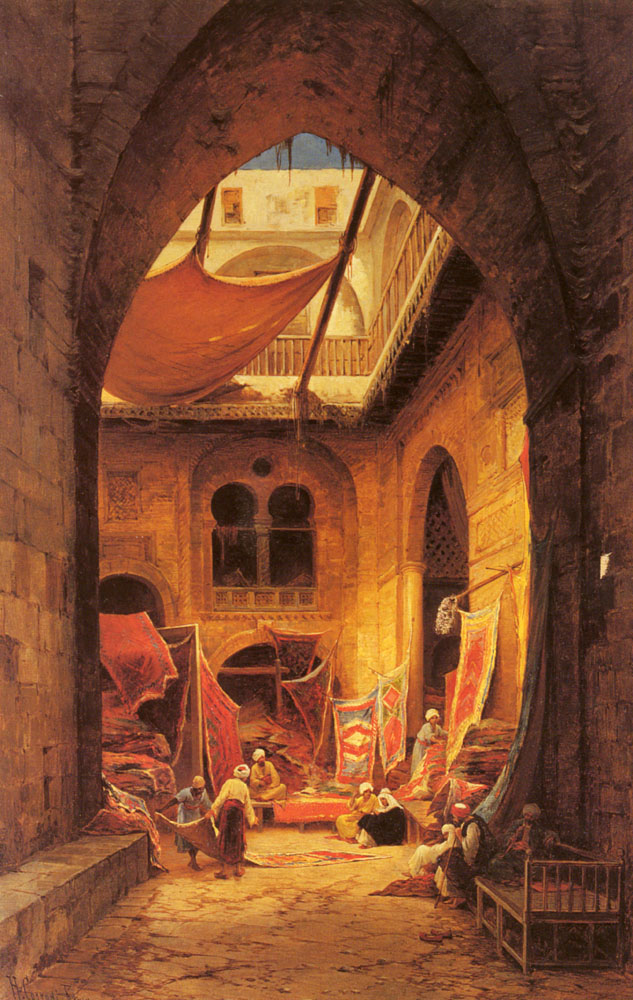
Le marchand de tapis
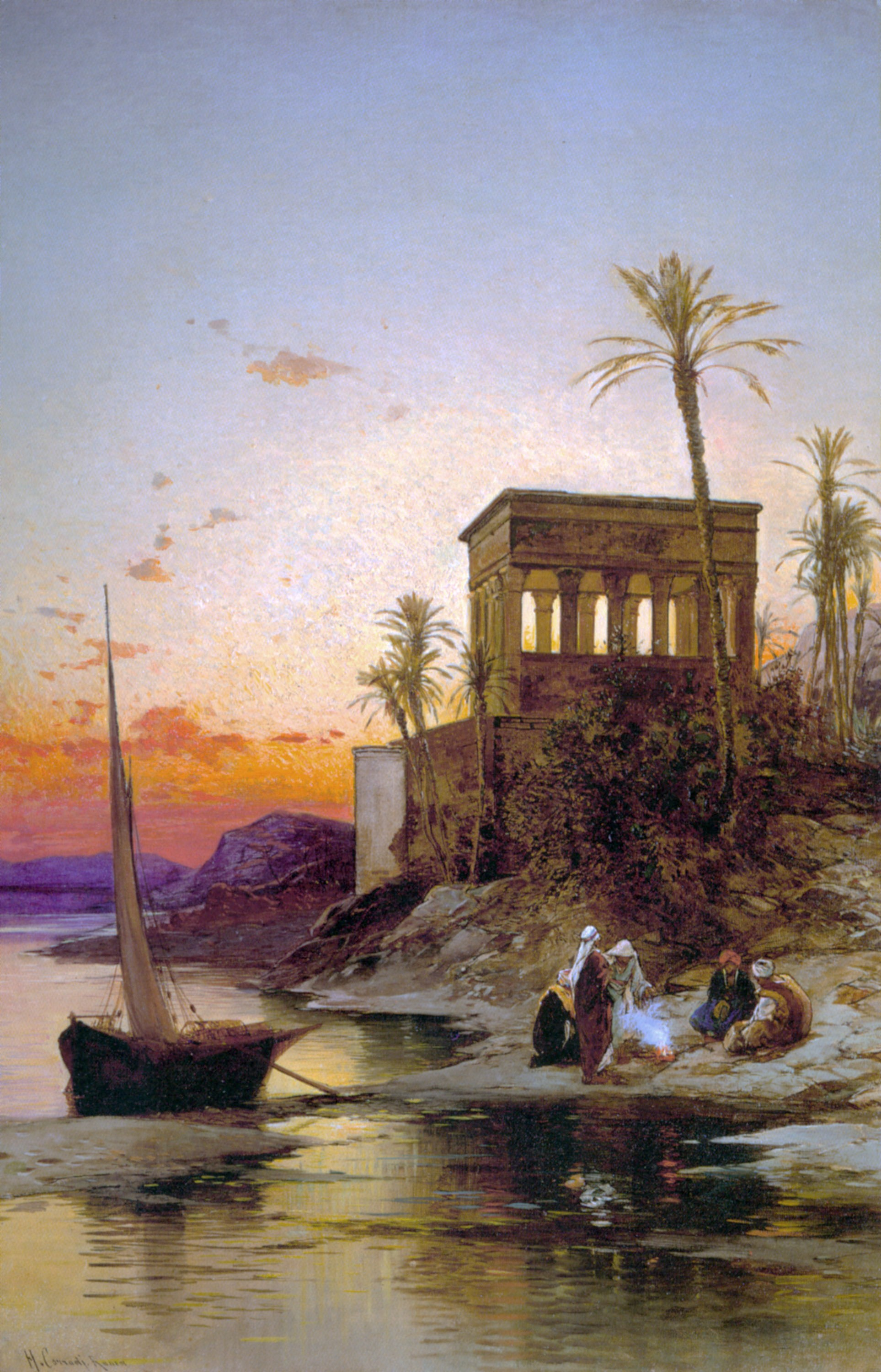
Le kiosque de Trajan au bord du Nil, Égypte